# 1974年
1974年（1974 ねん）は、西暦（グレゴリオ暦）による、火曜日から始まる平年。昭和49年。
この項目では、世界の1974年の出来事について記載する。日本については1974年の日本を参照のこと。

## 他の紀年法
- 干支：甲寅（きのえ とら）
- 日本（月日は一致）
  - 昭和49年
  - 皇紀2634年
- 中華民国（月日は一致）
  - 中華民国63年
- 朝鮮民主主義人民共和国（月日は一致）
  - 主体63年
- 仏滅紀元：2516年 - 2517年
- イスラム暦：1393年12月7日 - 1394年12月16日
- ユダヤ暦：5734年4月7日 - 5735年4月17日
- Unix Time：126230400 - 157766399
- 修正ユリウス日 (MJD)：42048 - 42412
- リリウス日 (LD)：142889 - 143253

※主体暦は、朝鮮民主主義人民共和国で1997年に制定された。

## カレンダー
| 1月 |    |    |    |    |    |    |
| 日  | 月 | 火 | 水 | 木 | 金 | 土 |
|     |    | 1  | 2  | 3  | 4  | 5  |
| 6   | 7  | 8  | 9  | 10 | 11 | 12 |
| 13  | 14 | 15 | 16 | 17 | 18 | 19 |
| 20  | 21 | 22 | 23 | 24 | 25 | 26 |
| 27  | 28 | 29 | 30 | 31 |    |    |
|     |    |    |    |    |    |    |

| 2月 |    |    |    |    |    |    |
| 日  | 月 | 火 | 水 | 木 | 金 | 土 |
|     |    |    |    |    | 1  | 2  |
| 3   | 4  | 5  | 6  | 7  | 8  | 9  |
| 10  | 11 | 12 | 13 | 14 | 15 | 16 |
| 17  | 18 | 19 | 20 | 21 | 22 | 23 |
| 24  | 25 | 26 | 27 | 28 |    |    |
|     |    |    |    |    |    |    |

| 3月 |    |    |    |    |    |    |
| 日  | 月 | 火 | 水 | 木 | 金 | 土 |
|     |    |    |    |    | 1  | 2  |
| 3   | 4  | 5  | 6  | 7  | 8  | 9  |
| 10  | 11 | 12 | 13 | 14 | 15 | 16 |
| 17  | 18 | 19 | 20 | 21 | 22 | 23 |
| 24  | 25 | 26 | 27 | 28 | 29 | 30 |
| 31  |    |    |    |    |    |    |
|     |    |    |    |    |    |    |

| 4月 |    |    |    |    |    |    |
| 日  | 月 | 火 | 水 | 木 | 金 | 土 |
|     | 1  | 2  | 3  | 4  | 5  | 6  |
| 7   | 8  | 9  | 10 | 11 | 12 | 13 |
| 14  | 15 | 16 | 17 | 18 | 19 | 20 |
| 21  | 22 | 23 | 24 | 25 | 26 | 27 |
| 28  | 29 | 30 |    |    |    |    |
|     |    |    |    |    |    |    |

| 5月 |    |    |    |    |    |    |
| 日  | 月 | 火 | 水 | 木 | 金 | 土 |
|     |    |    | 1  | 2  | 3  | 4  |
| 5   | 6  | 7  | 8  | 9  | 10 | 11 |
| 12  | 13 | 14 | 15 | 16 | 17 | 18 |
| 19  | 20 | 21 | 22 | 23 | 24 | 25 |
| 26  | 27 | 28 | 29 | 30 | 31 |    |
|     |    |    |    |    |    |    |

| 6月 |    |    |    |    |    |    |
| 日  | 月 | 火 | 水 | 木 | 金 | 土 |
|     |    |    |    |    |    | 1  |
| 2   | 3  | 4  | 5  | 6  | 7  | 8  |
| 9   | 10 | 11 | 12 | 13 | 14 | 15 |
| 16  | 17 | 18 | 19 | 20 | 21 | 22 |
| 23  | 24 | 25 | 26 | 27 | 28 | 29 |
| 30  |    |    |    |    |    |    |
|     |    |    |    |    |    |    |

| 7月 |    |    |    |    |    |    |
| 日  | 月 | 火 | 水 | 木 | 金 | 土 |
|     | 1  | 2  | 3  | 4  | 5  | 6  |
| 7   | 8  | 9  | 10 | 11 | 12 | 13 |
| 14  | 15 | 16 | 17 | 18 | 19 | 20 |
| 21  | 22 | 23 | 24 | 25 | 26 | 27 |
| 28  | 29 | 30 | 31 |    |    |    |
|     |    |    |    |    |    |    |

| 8月 |    |    |    |    |    |    |
| 日  | 月 | 火 | 水 | 木 | 金 | 土 |
|     |    |    |    | 1  | 2  | 3  |
| 4   | 5  | 6  | 7  | 8  | 9  | 10 |
| 11  | 12 | 13 | 14 | 15 | 16 | 17 |
| 18  | 19 | 20 | 21 | 22 | 23 | 24 |
| 25  | 26 | 27 | 28 | 29 | 30 | 31 |
|     |    |    |    |    |    |    |

| 9月 |    |    |    |    |    |    |
| 日  | 月 | 火 | 水 | 木 | 金 | 土 |
| 1   | 2  | 3  | 4  | 5  | 6  | 7  |
| 8   | 9  | 10 | 11 | 12 | 13 | 14 |
| 15  | 16 | 17 | 18 | 19 | 20 | 21 |
| 22  | 23 | 24 | 25 | 26 | 27 | 28 |
| 29  | 30 |    |    |    |    |    |
|     |    |    |    |    |    |    |

| 10月 |    |    |    |    |    |    |
| 日   | 月 | 火 | 水 | 木 | 金 | 土 |
|      |    | 1  | 2  | 3  | 4  | 5  |
| 6    | 7  | 8  | 9  | 10 | 11 | 12 |
| 13   | 14 | 15 | 16 | 17 | 18 | 19 |
| 20   | 21 | 22 | 23 | 24 | 25 | 26 |
| 27   | 28 | 29 | 30 | 31 |    |    |
|      |    |    |    |    |    |    |

| 11月 |    |    |    |    |    |    |
| 日   | 月 | 火 | 水 | 木 | 金 | 土 |
|      |    |    |    |    | 1  | 2  |
| 3    | 4  | 5  | 6  | 7  | 8  | 9  |
| 10   | 11 | 12 | 13 | 14 | 15 | 16 |
| 17   | 18 | 19 | 20 | 21 | 22 | 23 |
| 24   | 25 | 26 | 27 | 28 | 29 | 30 |
|      |    |    |    |    |    |    |

| 12月 |    |    |    |    |    |    |
| 日   | 月 | 火 | 水 | 木 | 金 | 土 |
| 1    | 2  | 3  | 4  | 5  | 6  | 7  |
| 8    | 9  | 10 | 11 | 12 | 13 | 14 |
| 15   | 16 | 17 | 18 | 19 | 20 | 21 |
| 22   | 23 | 24 | 25 | 26 | 27 | 28 |
| 29   | 30 | 31 |    |    |    |    |
|      |    |    |    |    |    |    |

## できごと

### 1月
- インド、1月から5月にかけて天然痘流行、15,000人以上が死亡した。

### 2月
- 2月4日 - パトリシア・ハースト誘拐事件
- 2月13日 - ソ連がアレクサンドル・ソルジェニーツィンを追放。
- 2月22日 - 朝日新聞の連載4コマ漫画「サザエさん」が休載（そのまま連載終了）。

### 3月
- 3月3日 - トルコ航空DC-10パリ墜落事故。乗客乗員346人全員死亡。
- 3月5日 - イギリス、ウィルソン労働党内閣発足。
- 3月8日 - シャルル・ド・ゴール国際空港が開港。
- 3月10日 - ルバング島で小野田寛郎元少尉を発見。

### 4月
- 4月2日 - ジョルジュ・ポンピドゥー仏大統領が死去。
- 4月8日 - 米国アトランタ・ブレーブスのハンク・アーロン選手がプロ入り通算715本目のホームランを打ち、それまでの記録保持者だったベーブ・ルースのホームラン世界記録を塗り替えた。
- 4月11日 - 東京・両国の日大講堂で行われたプロボクシング・WBC世界ライト級タイトルマッチで、挑戦者・ガッツ石松が王者・ロドルフォ・ゴンザレス（メキシコ）を8回KOで破り3度目の世界挑戦で王座獲得。
- 4月21日 - 中華民国当局が日本との航空路を断絶させる。
- 4月24日 - ギヨーム事件、ブラント西ドイツ首相の秘書ギュンター・ギヨームが東ドイツ情報機関のスパイとして逮捕。
- 4月25日 - ポルトガルの独裁体制が崩壊（カーネーション革命）。別名「リスボンの春」とも呼ばれ、現在では「自由の日」として国民の休日になっている。

### 5月
- 5月1日 - フォルクスワーゲンがビートルの後継車のゴルフ発売開始。
- 5月6日 - ブラント西ドイツ首相、ギヨーム事件で引責辞任。
- 5月18日 - インドが初の地下核実験を実施。
- 5月24日 - 経団連第4代会長に土光敏夫が就任。
- 5月27日 - ジャック・シラクがフランス首相に就任。
- 5月28日 - カーペンターズが3度目の来日。3万人募集の武道館公演に38万通以上の応募ハガキが来る。

### 6月
- 6月 - 2児拉致事件
- 6月4日 - 10セント・ビア・ナイト
- 6月13日 - 1974 FIFAワールドカップが西ドイツで開催（ - 7月7日）。決勝では西ドイツが、ヨハン・クライフを擁するオランダを下して優勝。

### 7月
- 7月10日 - 沖縄で在日米軍による伊江島事件が起こる。
- 7月15日 - アメリカ合衆国・フロリダ州サラソータのテレビ局WXLT-TV（のちのWWSB）のニュースキャスター、クリスティーン・チュバックが、ニュース番組の生放送中に突然拳銃自殺。
- 7月15日 - 1974年キプロスクーデター（英語版）
- 7月24日 - ウォーターゲート事件：アメリカ最高裁がニクソン大統領と首席補佐官が事件対策を話し合う様子が収められた録音テープの引き渡しを大統領側に命じる判決を出す。

### 8月
- 8月8日 - ウォーターゲート事件でニクソン米大統領辞任。フォード副大統領が大統領に昇格。
- 8月15日 - ソウルで朴大統領狙撃事件（文世光事件）。
- 8月19日 - 国連人口会議

### 9月
- 9月10日 - ギニアビサウの独立が正式に承認される。
- 9月13日 - 日本赤軍がオランダ・ハーグにあるフランス大使館を占拠（ハーグ事件）。
- 9月25日 - アメリカで「トミー・ジョン手術」といわれる、靱帯再建手術が世界で初めて行われる[1]。

### 10月
- 10月30日 - ザイールの首都キンシャサで行われたプロボクシングWBA・WBC統一ヘビー級タイトルマッチで、挑戦者で元チャンピオンのモハメド・アリがチャンピオンのジョージ・フォアマンにKO勝ちを収め、兵役拒否での剥奪から7年ぶりにチャンピオンを奪回（キンシャサの奇跡）。

### 11月
- 11月9日 - 東京湾でLPGタンカー第十雄洋丸とリベリア船籍の貨物船が衝突しタンカーが爆発炎上、両船舶の乗員33人が死亡。タンカーは太平洋まで炎上したまま漂流、消火の術がないため海上自衛隊が魚雷や空爆などにより11月28日にようやく撃沈（第十雄洋丸事件）。
- 11月16日 - アレシボ・メッセージがプエルトリコのアレシボ天文台から球状星団M13に発信される。
- 11月18日 - フォード米大統領が、現職の大統領として初めて来日。

### 12月
- 12月13日 - マルタがイギリス連邦内の共和国となる。
- 12月24日 - 近江兄弟社が会社更生法の適用を申請して倒産、同社が日本国内向けに製造販売していたメンソレータムのライセンスもアメリカのメンソレータム社に返上。
- アメリカで、国民の金の所有が自由化される。

## 芸術・文化

### 音楽
- シングル
  - ポール・マッカートニー&ウイングス「ジェット」「ジュニアズ・ファーム」
  - ラブ・アンリミテッド・オーケストラ「愛のテーマ」
  - MFSB「ソウル・トレインのテーマ」
  - カール・ダグラス「吼えろ! ドラゴン」
  - ジョージ・マックレー「ロック・ユア・ベイビー」
  - ローリング・ストーンズ「イッツ・オンリー・ロックンロール」
  - スージー・クアトロ「ワイルド・ワン」
  - ディープ・パープル「紫の炎」
  - カーペンターズ「愛は夢の中に」「プリーズ・ミスター・ポストマン」
  - クイーン「輝ける7つの海」「キラー・クイーン」

### 映画
- 007 黄金銃を持つ男［英］
- スティング
- ダラスの熱い日
- エクソシスト
- 追憶

### 文学
- ベストセラー
  - リチャード・バック『かもめのジョナサン』

## 誕生

### 1月
- 1月1日 - ケビン・バーン、元プロ野球選手
- 1月3日 - 伊藤健太郎、声優
- 1月4日 - アンドレアシュ・シュタルケ、騎手
- 1月6日 - 李相日、映画監督
- 1月12日 - 松本ぷりっつ、漫画家
- 1月12日 - メラニー・クリスホルム、歌手（スパイス・ガールズ）
- 1月16日 - カティ・ウィンクラー、フィギュアスケート選手
- 1月16日 - ケイト・モス、モデル
- 1月17日 - マリナ・ハルトゥリナ、フィギュアスケート選手
- 1月20日 - フリオ・サンタナ、元プロ野球選手
- 1月22日 - オルガ・マルコワ、フィギュアスケート選手
- 1月23日 - マーク・ワトソン、元プロ野球選手
- 1月23日 - ヨスバニー・ペレス、元野球選手
- 1月24日 - クリスティ・サージアント、フィギュアスケート選手
- 1月25日 - ダン・セラフィニ、元プロ野球選手
- 1月27日 - ブライアン・ネルソン、元プロ野球選手
- 1月28日 - マグリオ・オルドニェス、元メジャーリーガー
- 1月29日 - 中山さら、声優
- 1月30日 - クリスチャン・ベール、俳優
- 1月31日 - アリエル・ペスタノ、野球選手

### 2月
- 2月1日 - 舩山陽司、アナウンサー
- 2月6日 - 吉野裕行、声優
- 2月7日 - J・ディラ、音楽プロデューサー、ミュージシャン、作曲家（+ 2006年）
- 2月7日 - スティーブ・ナッシュ、バスケットボール選手
- 2月7日 - Nujabes、DJ、トラックメイカー（+ 2010年）
- 2月8日 - ウリセス・デ・ラ・クルス、サッカー選手
- 2月8日 - ギ＝マニュエル・ド・オメン＝クリスト、ミュージシャン（ダフト・パンク）
- 2月13日 - ハリウッドザコシショウ、お笑いタレント
- 2月14日 - フィリッパ・ジョルダーノ、歌手
- 2月15日 - アレクサンダー・ヴルツ、F1ドライバー
- 2月17日 - エドウィン・マートン、作曲家・ヴァイオリニスト
- 2月18日 - エフゲニー・カフェルニコフ、テニス選手
- 2月22日 - ジェームス・ブラント、ミュージシャン
- 2月22日 - 陣内智則、お笑いタレント
- 2月22日 - バンズラグチ・バヤルサイハン、モンゴルの実業家、外交官
- 2月23日 - ステファン・ベルナディス、フィギュアスケート選手
- 2月24日 - マイク・ローウェル、元メジャーリーガー
- 2月25日 - シャノン・スチュワート、元メジャーリーガー
- 2月25日 - 森久保祥太郎、声優

### 3月
- 3月2日 - アンソニー・サンダース、元プロ野球選手
- 3月11日 - アドゴニー・ロロ、外国人タレント
- 3月12日 - 椎名へきる、声優
- 3月22日 - ジェイソン・フィリップス、元プロ野球選手
- 3月22日 - マーカス・キャンビー、バスケットボール選手
- 3月23日 - マーク・ハント、格闘家
- 3月24日 - アリソン・ハニガン、女優
- 3月26日 - たかぎなおこ、イラストレーター
- 3月27日 - ガイスカ・メンディエタ、元サッカー選手
- 3月31日 - ロヘル・マチャド、野球選手

### 4月
- 4月9日 - ジェナ・ジェイムソン、ポルノ女優
- 4月11日 - アレクザンダー・クオファラ、ヘヴィメタル・ミュージシャン
- 4月12日 - シウヴィオ・メンデス・カンポス・ジュニオル、元サッカー選手
- 4月17日 - ヴィクトリア・ベッカム、歌手、作家
- 4月19日 - ホセ・クルーズ・ジュニア、メジャーリーガー
- 4月20日 - エリザベータ・ステコルニコワ、フィギュアスケート選手
- 4月20日 - 姜東佑、プロ野球選手
- 4月21日 - クリフ・ブランボー、元プロ野球選手
- 4月22日 - アドリアン・イリエ、元サッカー選手
- 4月26日 - ジェームス・トンプソン、イギリスのレーシングドライバー
- 4月27日 - 白玉雅己、シンガーソングライター、ベーシスト（元ポルノグラフィティ）
- 4月27日 - フランク・カタラノット、メジャーリーガー
- 4月28日 - ペネロペ・クルス、女優
- 4月29日 - ヘクター・メルカド、元プロ野球選手

### 5月
- 5月1日 - スティーブン・ランドルフ、プロ野球選手
- 5月8日 - 陳甲龍、野球選手
- 5月13日 - 崔映弼、野球選手
- 5月16日 - ジェロッド・リガン、元プロ野球選手
- 5月20日 - ミカエル・スタンネ、ミュージシャン
- 5月22日 - ジョン・ベイル、元プロ野球選手
- 5月28日 - ハンス＝イェルク・ブット、元サッカー選手

### 6月
- 6月1日 - アラニス・モリセット、歌手
- 6月3日 - ステファン・レコ、格闘家
- 6月6日 - ダラス・トーラー＝ウェイド、ミュージシャン
- 6月7日 - ベア・グリルス、作家、冒険家
- 6月9日 - 李大振、野球選手
- 6月9日 - サモス、ミュージシャン
- 6月12日 - デーモン・ホリンズ、プロ野球選手
- 6月12日 - 松井秀喜、元プロ野球選手
- 6月13日 - ブライアン・スウィーニー、プロ野球選手
- 6月13日 - 櫻井孝宏、声優
- 6月15日 - アンドレイ・ウラシェンコ、フィギュアスケート選手
- 6月18日 - ヴィンチェンツォ・モンテッラ、元サッカー選手、サッカー指導者
- 6月19日 - ダグ・ミントケイビッチ、メジャーリーガー
- 6月23日 - 厳星燮（朝鮮語版）、放送記者
- 6月23日 - レティシア・ユベール、フィギュアスケート選手
- 6月26日 - ジェイソン・ケンドール、メジャーリーガー
- 6月26日 - デレク・ジーター、メジャーリーガー
- 6月28日 - マーク・ストーマー、ミュージシャン（ザ・キラーズ）
- 6月30日 - エフゲニー・プリウタ、フィギュアスケート選手

### 7月
- 7月3日 - 川添公二、俳優
- 7月4日 - アンソニー・リュウ、フィギュアスケート選手
- 7月7日 - ジェニファー・ジョーンズ、カーリング選手
- 7月8日 - カルロス・タバレス、野球選手
- 7月9日 - ギャリー・ケリー、元サッカー選手
- 7月9日 - トム・エバンス、元プロ野球選手
- 7月13日 - ヤルノ・トゥルーリ、F1ドライバー
- 7月17日 - クラウディオ・ロペス、元サッカー選手
- 7月19日 - プレストン・ウィルソン、メジャーリーガー
- 7月20日 - ベンジー・モリーナ、メジャーリーガー
- 7月23日 - モーリス・グリーン、陸上選手
- 7月23日 - ラリー・バーンズ、元プロ野球選手
- 7月24日 - 三浦淳寛、元サッカー選手
- 7月25日 - ローレン・ファウスト、アニメーター
- 7月27日 - ブライアン・シコースキー、プロ野球選手

### 8月
- 8月9日 - デレック・フィッシャー、バスケットボール選手
- 8月11日 - 高橋夏樹、女優
- 8月11日 - マリー＝フランス・デュブレイユ、フィギュアスケート選手
- 8月13日 - ニクラス・スンディン、ミュージシャン、グラフィックデザイナー
- 8月14日 - 鈴木Q太郎、お笑いタレント（ハイキングウォーキング）
- 8月15日 - エフゲニー・スヴィリドフ、フィギュアスケート選手
- 8月15日 - ラモン・モレル、元プロ野球選手
- 8月16日 - ライアン・ロングウェル、アメリカンフットボール選手
- 8月17日 - ジェフリー・リーファー、元プロ野球選手
- 8月20日 - キムラミチタ、フリーパーソナリティ
- 8月20日 - マキシム・ヴェンゲーロフ、ヴァイオリニスト
- 8月23日- 雷句誠、漫画家
- 8月24日 - ジェフ・クベンカ、元プロ野球選手
- 8月25日 - ゲイリー・マシューズ・ジュニア、メジャーリーガー

### 9月
- 9月5日 - ピーター・ウィルドアー、ミュージシャン、音楽プロデューサー、レコーディング・エンジニア
- 9月6日 - ティム・ヘンマン、テニス選手
- 9月10日 - 川上アキラ、スターダストプロモーションのプロデューサー
- 9月10日 - ベン・ウォーレス、バスケットボール選手
- 9月10日 - ミルコ・クロコップ、格闘家
- 9月10日 - ライアン・フィリップ、俳優
- 9月12日 - 鈴村健一、声優
- 9月17日 - ラシード・ウォーレス、バスケットボール選手
- 9月18日 - ソル・キャンベル、元サッカー選手
- 9月20日 - 新藤晴一、ミュージシャン、作家（ポルノグラフィティ）

### 10月
- 10月3日 - アレックス・ラミレス、プロ野球選手
- 10月3日 - 水谷健、スーツアクター
- 10月4日 - U.K.、ラジオパーソナリティ、MC、作家、新聞社編集長
- 10月5日 - 趙顕娥、実業家、大韓航空ナッツ回航事件の当事者
- 10月5日 - リッチ・フランクリン、総合格闘家
- 10月7日 - 里見哲朗、アニメーションプロデューサー
- 10月8日 - マーティン・ヘンダーソン、俳優
- 10月11日 - ケイン・コスギ、俳優
- 10月11日 - 孫國強、野球選手
- 10月12日 - アーロン・ロウ、フィギュアスケート選手
- 10月12日 - フランソワーズ・ド・クロセー、ピアニスト
- 10月13日 - ゲイリー・バーナム・ジュニア、プロ野球選手
- 10月15日 - 岡野昭仁、ミュージシャン、ボーカリスト（ポルノグラフィティ）
- 10月18日 - 藤巻恵理子、声優
- 10月23日 - サンデル・ヴェステルフェルト、元サッカー選手
- 10月25日 - 李炳圭、プロ野球選手
- 10月25日 - 北野正人、ミュージシャン（day after tomorrow、ストロボ、LUV K RAFT）
- 10月26日 - Lisa、ミュージシャン（元m-flo）
- 10月29日 - R.A.ディッキー、メジャーリーガー
- 10月30日 - マーティン・ヘンリクソン、ミュージシャン
- 10月31日 - スティーブ・コックス、メジャーリーガー
- 10月31日 - ロブ・コルデマンス、野球選手

### 11月
- 11月1日 - フローラン・ダバディー、編集者・評論家
- 11月1日 - ライアン・グリン、プロ野球選手
- 11月2日 - ネリー、ラッパー
- 11月2日 - ホセ・フェルナンデス、プロ野球選手
- 11月5日 - ジェリー・スタックハウス、バスケットボール選手
- 11月7日 - クリス・ベンソン、メジャーリーガー
- 11月8日 - 岸本斉史、漫画家
- 11月9日 - アレッサンドロ・デル・ピエロ、サッカー選手
- 11月11日 - レオナルド・ディカプリオ、俳優
- 11月12日 - エノルベル・マルケス＝ラミレス、プロ野球選手
- 11月12日 - ミルコ・ミュラー、フィギュアスケート選手
- 11月15日 - ジルベルト・メンデス、元野球選手
- 11月16日 - ポール・スコールズ、サッカー選手
- 11月16日 - マウリツィオ・マルガリオ、フィギュアスケート選手
- 11月19日 - マリオ・バルデス、元プロ野球選手
- 11月22日 - ケニー・レイボーン、元プロ野球選手
- 11月22日 - ジョー・ネイサン、メジャーリーガー
- 11月22日 - デヴィッド・ペルティエ、フィギュアスケート選手
- 11月27日 - ケニー・レイ、プロ野球選手
- 11月30日 - リー・エンチ、台湾のプロロッククライマー

### 12月
- 12月3日 - アルベナ・デンコヴァ、フィギュアスケート選手
- 12月8日 - ジュリアン・ラクリン、ヴァイオリニスト・ヴィオラ奏者
- 12月11日 - レイ・ミステリオ・ジュニア、プロレスラー
- 12月18日 - ランス・カーター、元プロ野球選手
- 12月21日 - カリー・ウェブ、女子プロゴルファー
- 12月24日 - エルダー・ネボルシン、ピアニスト
- 12月24日 - ケビン・ミルウッド、メジャーリーガー
- 12月24日 - マルセロ・サラス、元サッカー選手
- 12月26日 - コリー・リー、元プロ野球選手
- 12月27日 - 折笠富美子、声優

## ノーベル賞
- 物理学賞 - マーティン・ライル（イギリス）、アントニー・ヒューイッシュ（イギリス）
- 化学賞 - ポール・フローリー（アメリカ）
- 生理学・医学賞 - アルベルト・クラウデ（ベルギー）、クリスチャン・ド・デューブ（ベルギー）、ジョージ・エミール・パラーデ（アメリカ）
- 文学賞 - エイヴィンド・ユーンソン（スウェーデン）、ハリー・マーティンソン（スウェーデン）
- 平和賞 - 佐藤栄作（日本）、ショーン・マクブライド（アイルランド）
- 経済学賞 - グンナー・ミュルダール（スウェーデン）、フリードリヒ・ハイエク（イギリス）